# Torneo Nacional de Clubes 2004
El Torneo Nacional de Clubes de 2004  fue la undécima edición del torneo organizado por la Unión Argentina de Rugby que reúne a los mejores clubes de la URBA y del Torneo del Interior. Se llevó a cabo entre el 6 de noviembre y el 5 de diciembre de 2004.
Por segunda vez en la historia del torneo, todos los equipos semifinalistas fueron clubes del interior, con todos los equipos de la Unión de Rugby de Buenos Aires siendo eliminados en la fase de grupos. Se destacó también la participación de los clubes de la Unión Cordobesa de Rugby, que pasó de no clasificar a ningún equipo en la edición anterior a tener dos semifinalistas durante esta temporada.
A la final clasificaron Los Tarcos (primer equipo tucumano en llegar a la final desde 1993) y Duendes de Rosario (tercer final y segunda de forma consecutiva). El conjunto rosarino se impuso 32 a 21 en la final, revirtiendo un resultado parcial 21 a 8 en 50 minutos del encuentro y consiguiendo así su primer título en el torneo y el segundo para un club rosarino tras la coronación de Jockey en 1997.

## Equipos participantes
Participaron de este torneo dieciséis equipos: los ocho mejor clasificados del Torneo de la URBA 2004 y del Torneo del Interior A 2004.
| Club                          | Vía de clasificación                                      |
| ----------------------------- | --------------------------------------------------------- |
| San Isidro Club               | Campeón del Torneo de la URBA 2004.                       |
| Alumni                        | Subcampeón del Torneo de la URBA 2004.                    |
| Hindú                         | Semifinalista del Torneo de la URBA 2004.                 |
| La Plata Rugby Club           | 5.° puesto en el Torneo de la URBA 2004.                  |
| Club Champagnat               | 6.° puesto en el Torneo de la URBA 2004.                  |
| Regatas de Bella Vista        | 7.° puesto en el Torneo de la URBA 2004.                  |
| Club San Luis                 | 8.° puesto en el Torneo de la URBA 2004.                  |
| CUBA                          | 9.° puesto en el Torneo de la URBA 2004.                  |
| Tala Rugby Club               | Campeón del Torneo del Interior A 2004.                   |
| Los Tarcos                    | Subcampeón del Torneo del Interior A 2004.                |
| Duendes Rugby Club            | Eliminado en Segunda fase del Torneo del Interior A 2004. |
| Jockey Club de Rosario        | Eliminado en Segunda fase del Torneo del Interior A 2004. |
| Universitario de Rosario      | Eliminado en Segunda fase del Torneo del Interior A 2004. |
| La Tablada                    | Eliminado en Segunda fase del Torneo del Interior A 2004. |
| Gimnasia y Esgrima de Rosario | Eliminado en Segunda fase del Torneo del Interior A 2004. |
| Palermo Bajo                  | Eliminado en Segunda fase del Torneo del Interior A 2004. |

Newman, semifinalista en el Torneo de la URBA 2004, desistió de participar del torneo, por lo que su cupo fue otorgado al 9.° clasificado: CUBA.

### Distribución geográfica de los equipos
Por provincia
| Jurisdicción              | Cant. | Equipos                                         |
| ------------------------- | ----- | ----------------------------------------------- |
| Provincia de Buenos Aires | 6     | San Luis, SIC, Regatas, Alumni, Hindú, La Plata |
| Provincia de Santa Fe     | 4     | GER, Universitario (R), Duendes, Jockey (R)     |
| Provincia de Córdoba      | 3     | Tala, La Tablada, Palermo Bajo                  |
| Ciudad de Buenos Aires    | 2     | CUBA, Champagnat                                |
| Provincia de Tucumán      | 1     | Tarcos                                          |

Por unión de origen
| Unión                          | Cant. |
| ------------------------------ | ----- |
| Unión de Rugby de Buenos Aires | 8     |
| Unión de Rugby de Rosario      | 4     |
| Unión Cordobesa de Rugby       | 3     |
| Unión de Rugby de Tucumán      | 1     |

## Primera fase

### Zona 1
| Pos. | Equipos         | Partidos | Partidos | Partidos | Tantos | Tantos | Tantos | Pts. |
| Pos. | Equipos         | G        | E        | P        | PF     | PC     | DP     | Pts. |
| ---- | --------------- | -------- | -------- | -------- | ------ | ------ | ------ | ---- |
| 1.°  | La Tablada      | 2        | 0        | 1        | 113    | 50     | +63    | 11   |
| 2.°  | Jockey Club (R) | 2        | 0        | 1        | 120    | 114    | +6     | 11   |
| 3.°  | San Isidro Club | 2        | 0        | 1        | 124    | 81     | +43    | 10   |
| 4.°  | CUBA            | 0        | 0        | 3        | 79     | 191    | -112   | 1    |

|  | Clasifica a semifinales |

| 6 de noviembre | Jockey Club (R) | 35 - 34 | La Tablada |                                             |                                             |
|                |                 | Reporte |            | Árbitro(s): Ricardo Ponce de León (Tucumán) | Árbitro(s): Ricardo Ponce de León (Tucumán) |

| 7 de noviembre | San Isidro Club | 79 - 29 | CUBA |                                           |                                           |
|                |                 | Reporte |      | Árbitro(s): Marcelo Pilara (Buenos Aires) | Árbitro(s): Marcelo Pilara (Buenos Aires) |

| 13 de noviembre | CUBA | 12 - 53 | La Tablada |                                 |                                 |
|                 |      | Reporte |            | Árbitro(s): Javier Ramos (Cuyo) | Árbitro(s): Javier Ramos (Cuyo) |

| 13 de noviembre | San Isidro Club | 42 - 26 | Jockey Club (R) |                                    |                                    |
|                 |                 | Reporte |                 | Árbitro(s): Agustín Auad (Tucumán) | Árbitro(s): Agustín Auad (Tucumán) |

| 20 de noviembre | Jockey Club (R) | 59 - 38 | CUBA |                                            |                                            |
|                 |                 | Reporte |      | Árbitro(s): Leonardo Borghi (Buenos Aires) | Árbitro(s): Leonardo Borghi (Buenos Aires) |

| 20 de noviembre | La Tablada | 26 - 3  | San Isidro Club |                                            |                                            |
|                 |            | Reporte |                 | Árbitro(s): Víctor Rabuffetti (Entre Ríos) | Árbitro(s): Víctor Rabuffetti (Entre Ríos) |

### Zona 2
| Pos. | Equipos                | Partidos | Partidos | Partidos | Tantos | Tantos | Tantos | Pts. |
| Pos. | Equipos                | G        | E        | P        | PF     | PC     | DP     | Pts. |
| ---- | ---------------------- | -------- | -------- | -------- | ------ | ------ | ------ | ---- |
| 1.°  | Los Tarcos             | 3        | 0        | 0        | 115    | 57     | +58    | 15   |
| 2.°  | Gimnasia y Esgrima (R) | 2        | 0        | 1        | 89     | 69     | +20    | 10   |
| 3.°  | Hindú                  | 1        | 0        | 2        | 75     | 110    | -35    | 5    |
| 4.°  | Regatas BV             | 0        | 0        | 3        | 76     | 119    | -43    | 2    |

|  | Clasifica a semifinales |

| 6 de noviembre | Hindú | 40 - 28 | Regatas BV |                                            |                                            |
|                |       | Reporte |            | Árbitro(s): Miguel Sandoval (Buenos Aires) | Árbitro(s): Miguel Sandoval (Buenos Aires) |

| 6 de noviembre | Los Tarcos | 26 - 17 | Gimnasia y Esgrima (R) |                                            |                                            |
|                |            | Reporte |                        | Árbitro(s): Marcelo Toscano (Buenos Aires) | Árbitro(s): Marcelo Toscano (Buenos Aires) |

| 13 de noviembre | Hindú | 7 - 34  | Gimnasia y Esgrima (R) |                                    |                                    |
|                 |       | Reporte |                        | Árbitro(s): Omar Alcocer (Tucumán) | Árbitro(s): Omar Alcocer (Tucumán) |

| 13 de noviembre | Regatas BV | 12 - 41 | Los Tarcos |                                      |                                      |
|                 |            | Reporte |            | Árbitro(s): Javier Mancuso (Córdoba) | Árbitro(s): Javier Mancuso (Córdoba) |

| 20 de noviembre | Gimnasia y Esgrima (R) | 38 - 36 | Regatas BV |                                      |                                      |
|                 |                        | Reporte |            | Árbitro(s): Gustavo Pérez (San Juan) | Árbitro(s): Gustavo Pérez (San Juan) |

| 20 de noviembre | Los Tarcos | 48 - 28 | Hindú |                                        |                                        |
|                 |            | Reporte |       | Árbitro(s): Raúl Sauro (Mar del Plata) | Árbitro(s): Raúl Sauro (Mar del Plata) |

### Zona 3
| Pos. | Equipos           | Partidos | Partidos | Partidos | Tantos | Tantos | Tantos | Pts. |
| Pos. | Equipos           | G        | E        | P        | PF     | PC     | DP     | Pts. |
| ---- | ----------------- | -------- | -------- | -------- | ------ | ------ | ------ | ---- |
| 1.°  | Duendes           | 3        | 0        | 0        | 77     | 61     | +16    | 13   |
| 2.°  | Alumni            | 2        | 0        | 1        | 84     | 54     | +30    | 10   |
| 3.°  | San Luis          | 0        | 1        | 2        | 73     | 96     | -23    | 4    |
| 4.°  | Universitario (R) | 0        | 1        | 2        | 51     | 74     | -23    | 2    |

|  | Clasifica a semifinales |

| 6 de noviembre | Alumni | 35 - 17 | San Luis |                                            |                                            |
|                |        | Reporte |          | Árbitro(s): Leonardo Borghi (Buenos Aires) | Árbitro(s): Leonardo Borghi (Buenos Aires) |

| 6 de noviembre | Duendes | 20 - 10 | Universitario (R) |                                            |                                            |
|                |         | Reporte |                   | Árbitro(s): Martín Laurelli (Buenos Aires) | Árbitro(s): Martín Laurelli (Buenos Aires) |

| 13 de noviembre | Duendes | 41 - 36 | San Luis |                                             |                                             |
|                 |         | Reporte |          | Árbitro(s): Ricardo Ponce de León (Tucumán) | Árbitro(s): Ricardo Ponce de León (Tucumán) |

| 13 de noviembre | Universitario (R) | 21 - 34 | Alumni |                                      |                                      |
|                 |                   | Reporte |        | Árbitro(s): Gustavo Pérez (San Juan) | Árbitro(s): Gustavo Pérez (San Juan) |

| 20 de noviembre | Alumni | 15 - 16 | Duendes |                                    |                                    |
|                 |        | Reporte |         | Árbitro(s): Omar Alcocer (Tucumán) | Árbitro(s): Omar Alcocer (Tucumán) |

| 20 de noviembre | San Luis | 20 - 20 | Universitario (R) |                                            |                                            |
|                 |          | Reporte |                   | Árbitro(s): Marcelo Toscano (Buenos Aires) | Árbitro(s): Marcelo Toscano (Buenos Aires) |

### Zona 4
| Pos. | Equipos      | Partidos | Partidos | Partidos | Tantos | Tantos | Tantos | Pts. |
| Pos. | Equipos      | G        | E        | P        | PF     | PC     | DP     | Pts. |
| ---- | ------------ | -------- | -------- | -------- | ------ | ------ | ------ | ---- |
| 1.°  | Tala         | 3        | 0        | 0        | 99     | 61     | +38    | 14   |
| 2.°  | La Plata RC  | 2        | 0        | 1        | 135    | 75     | +60    | 10   |
| 3.°  | Champagnat   | 1        | 0        | 2        | 46     | 87     | -41    | 4    |
| 4.°  | Palermo Bajo | 0        | 0        | 2        | 70     | 127    | -57    | 4    |

|  | Clasifica a semifinales |

| 6 de noviembre | La Plata RC | 46 - 15 | Champagnat |                                         |                                         |
|                |             | Reporte |            | Árbitro(s): Pablo Deluca (Buenos Aires) | Árbitro(s): Pablo Deluca (Buenos Aires) |

| 6 de noviembre | Tala | 37 - 31 | Palermo Bajo |                                                   |                                                   |
|                |      | Reporte |              | Árbitro(s): Christian Sánchez Ruiz (Buenos Aires) | Árbitro(s): Christian Sánchez Ruiz (Buenos Aires) |

| 13 de noviembre | Champagnat | 10 - 26 | Tala |                                            |                                            |
|                 |            | Reporte |      | Árbitro(s): Víctor Rabuffetti (Entre Ríos) | Árbitro(s): Víctor Rabuffetti (Entre Ríos) |

| 13 de noviembre | La Plata RC | 69 - 24 | Palermo Bajo |                                        |                                        |
|                 |             | Reporte |              | Árbitro(s): Raúl Sauro (Mar del Plata) | Árbitro(s): Raúl Sauro (Mar del Plata) |

| 20 de noviembre | Tala | 36 - 20 | La Plata RC |                                             |                                             |
|                 |      | Reporte |             | Árbitro(s): Ricardo Ponce de León (Tucumán) | Árbitro(s): Ricardo Ponce de León (Tucumán) |

| 27 de noviembre                                   | Palermo Bajo | 15 - 21 | Champagnat |  |  |
|                                                   |              | Reporte |            |  |  |
| Originalmente programado para el 20 de noviembre. |              |         |            |  |  |

## Fase final
|  | Semifinales     | Semifinales     |            |         | Final          | Final          |  |
|  | 27 de noviembre | 27 de noviembre |            |         | 5 de diciembre | 5 de diciembre |  |
|  |                 |                 |            |         |                |                |  |
|  |                 |                 |            |         |                |                |  |
|  | Tala            | 19              |            |         |                |                |  |
|  | Tala            | 19              |            |         |                |                |  |
|  | Duendes         | 20              |            |         |                |                |  |
|  | Duendes         | 20              |            | Duendes | 32             |                |  |
|  |                 |                 |            | Duendes | 32             |                |  |
|  |                 |                 | Los Tarcos | 21      |                |                |  |
|  | La Tablada      | 20              | Los Tarcos | 21      |                |                |  |
|  | La Tablada      | 20              |            |         |                |                |  |
|  | Los Tarcos      | 26              |            |         |                |                |  |
|  | Los Tarcos      | 26              |            |         |                |                |  |
|  |                 |                 |            |         |                |                |  |

### Semifinales
Los clubes cordobeses fueron locales en ambas semifinales: Tala por sorteo y La Tablada por reglamento (cantidad total en la temporada).
| 27 de noviembre | Tala | 19 - 20 | Duendes |                                           |                                           |
|                 |      | Reporte |         | Árbitro(s): Marcelo Toscano(Buenos Aires) | Árbitro(s): Marcelo Toscano(Buenos Aires) |

| 27 de noviembre | La Tablada | 20 - 26 | Los Tarcos |                                            |                                            |
|                 |            | Reporte |            | Árbitro(s): Miguel Sandoval (Buenos Aires) | Árbitro(s): Miguel Sandoval (Buenos Aires) |

### Final
La final fue originalmente programada a ser disputada en el Estadio José Amalfitani de Buenos Aires actuando como partido de antesala al test match entre Los Pumas y Sudáfrica. Posteriormente fue decidido que el partido fuese albergado por uno de los finalistas, resultando ganador del sorteo el equipo rosarino.
| 5 de diciembre | Duendes | 32 - 21 | Los Tarcos |                                         |                                         |
|                |         | Reporte |            | Árbitro(s): Pablo Deluca (Buenos Aires) | Árbitro(s): Pablo Deluca (Buenos Aires) |

| Bandera de la Provincia de Santa Fe |
| Duendes Campeón                     |
| Primer título                       |